# Dicranota kulshanensis
Dicranota (Plectromyia) kulshanensis là một loài ruồi trong họ Pediciidae. Chúng phân bố ở vùng sinh thái Nearctic.